# Burgasebene

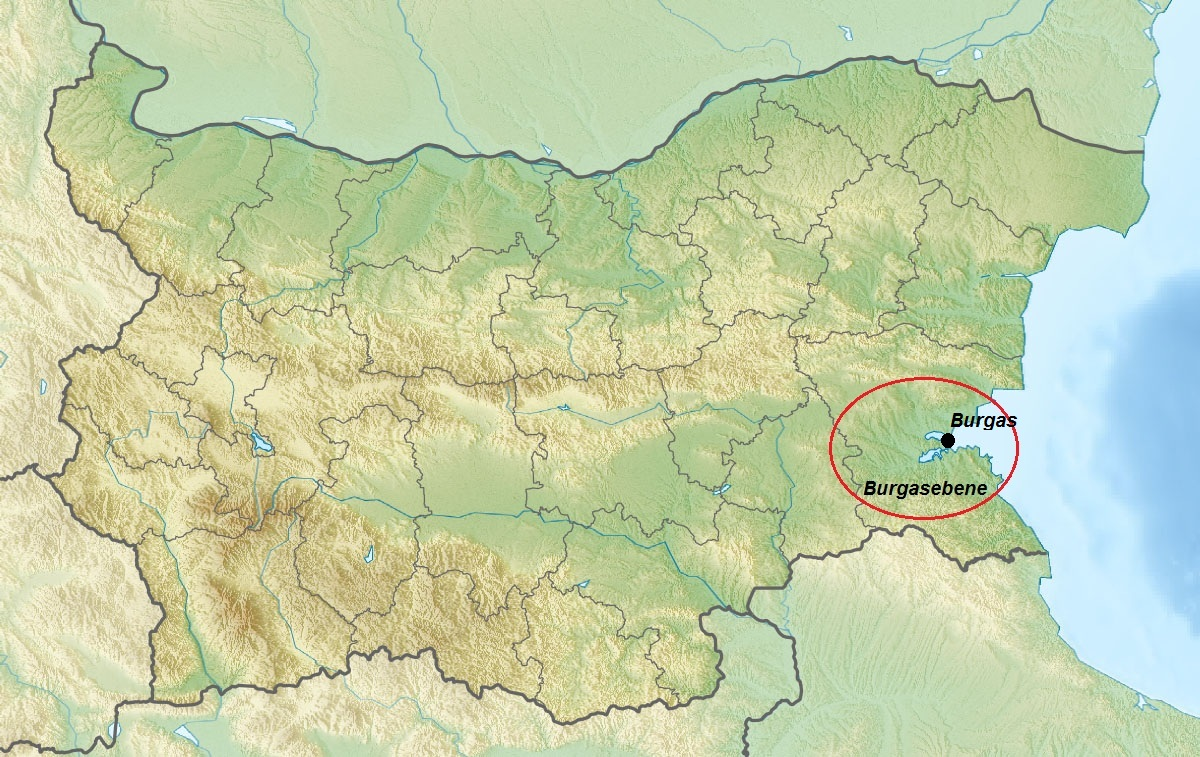
Lage der Burgasebene in Bulgarien

Die Burgasebene, auch Burgastiefebene (bulgarisch Бургаска низина) ist eine Tiefebene in Süd-Bulgarien. Sie erstreckt sich westlich des Schwarzen Meeres bis zu den Chisaro-Bakadschizi-Erhebungen durch denen sie mit der Oberthrakischen Tiefebene grenzt. Im Norden grenzt die Burgasebene an das Balkangebirge und im Süden an das Strandscha-Gebirge. Der höchste Punkt bildet der Berg Schiloto (208,7 m). Die Ebene erreicht eine Länge von ca. 50 km und einer Breite von ca. 30 km.